# Avenue des Gobelins
L'avenue des Gobelins és una avinguda del 13è i 5è arrondissement de París, situada a la prolongació de la rue Mouffetard, de la cruïlla de la rue Monge i la rue Claude-Bernard (5è) i que arriba fins a la Place d'Italie (13è).
L'avinguda és el resultat de la transformació, dins el marc de les Transformacions de París sota el Segon Imperi de Georges Eugène Haussmann, d'una part de la rue Mouffetard, al sud del passage de la Bièvre, en una avinguda rectilínia i amb arbres a les vores. Una part de la rue Mouffetard, situada entre la rue de la Reine Blanche i la rue Le Brun va ser rebatejada rue des Gobelins. Tanmateix, al segle xviii, la secció entre la rue de Croulebarbe i la Place d'Italie portava el nom de rue Gautier-Renaud.
A cavall de tres barris, l'avenue des Gobelins, que comença a l'altura de l'Eglise Saint-Médard, gaudeix de l'animació, els comerciants, el mercat i l'ambient del barri Mouffetard. A la part alta, a prop de la Place d'Italie, hi ha molts restaurants i cinemes.
L'arquitectura és principalment d'estil haussmannià.

## Llocs d'interès
- La manufacture des Gobelins es troba al n° 42.
- L'ajuntament del 13è arrondissement és a la Place d'Italie.

## Com arribar-hi
L'avenue des Gobelins està servida per les estacions Les Gobelins i Place d'Italie de la línia   
A més també s'hi pot arribar per mitjà de les línies de bus RATP 27, 47 i 91.